# ジャガー・R1
ジャガー・R1 (Jaguar R1) は、ジャガー・レーシングが2000年のF1世界選手権参戦用に開発し投入したフォーミュラ1カー。デザイナーはゲイリー・アンダーソン。

## 開発と背景
フォードがスチュワート・グランプリを買収し、初めて「ジャガー」のバッジを付けたマシンとなった。前年1勝1PPを獲得したスチュワート・SF-3をベースに、フォードのワークス体制となったことで、更なる向上が見込まれた。ドライバーはフェラーリと交換する形でエディ・アーバインが加入し、残留したジョニー・ハーバートと共に優勝経験者2名で臨んだ。
R1はリアサスペンションの機構に特徴があり、ダンパーをギアボックスの上から側面下部へ移設し、プッシュロッドからの入力を2つのロッカーを介して制御した。低重心化と空力デザインの自由度を期待しての設計だったが、リアの挙動がナーバスになるという問題を抱えてしまった。加えて信頼性に欠けるギアボックスにも苦しめられることとなった。
1999年にランキング2位となったアーバインでさえ4ポイントしか得ることができず、チームは結局コンストラクターズランキング9位でシーズンを終えた。
経験豊富な英国人ジョニー・ハーバートは2000年シーズンをもってF1から引退した。また、アーバインが病気欠場した際には、ルチアーノ・ブルティが代役でF1デビューを果たした。

## F1における全成績
(key) （太字はポールポジション）
| 年     | チーム   | エンジン           | タイヤ | ドライバー           | 1   | 2   | 3   | 4   | 5   | 6   | 7   | 8   | 9   | 10  | 11  | 12  | 13  | 14  | 15  | 16  | 17  | ポイント | 順位 |
| ------ | -------- | ------------------ | ------ | -------------------- | --- | --- | --- | --- | --- | --- | --- | --- | --- | --- | --- | --- | --- | --- | --- | --- | --- | -------- | ---- |
| 2000年 | ジャガー | コスワース CR2 V10 | B      |                      | AUS | BRA | SMR | GBR | ESP | EUR | MON | CAN | FRA | AUT | GER | HUN | BEL | ITA | USA | JPN | MAL | 4        | 9位  |
| 2000年 | ジャガー | コスワース CR2 V10 | B      | エディ・アーバイン   | Ret | Ret | 7   | 13  | 11  | Ret | 4   | 13  | 13  | Inj | 10  | 8   | 10  | Ret | 7   | 8   | 6   | 4        | 9位  |
| 2000年 | ジャガー | コスワース CR2 V10 | B      | ルチアーノ・ブルティ |     |     |     |     |     |     |     |     |     | 11  |     |     |     |     |     |     |     | 4        | 9位  |
| 2000年 | ジャガー | コスワース CR2 V10 | B      | ジョニー・ハーバート | Ret | Ret | 10  | 12  | 13  | 11  | 9   | Ret | Ret | 7   | Ret | Ret | 8   | Ret | 11  | 7   | Ret | 4        | 9位  |